# 2. Deutsche Volleyball-Bundesliga 1996/97 (Männer)
Die Saison 1996/97 der 2. Volleyball-Bundesliga der Männer war die dreiundzwanzigste Ausgabe dieses Wettbewerbs.

## 2. Bundesliga Nord
Meister und Aufsteiger in die 1. Bundesliga wurde der SSC Dodesheide Osnabrück. Absteigen mussten der TVK Wattenscheid, der TSV Lütjenburg und der TuS Berne Hamburg.

### Mannschaften
In dieser Saison spielten folgende dreizehn Mannschaften in der 2. Bundesliga Nord der Männer:
- SV Altencelle
- VC Olympia Berlin
- Berliner TSC
- VC Bottrop 90
- VV Humann Essen
- TuS Berne Hamburg
- Eimsbütteler TV Hamburg
- FT Adler Kiel
- VfB Ludwigslust
- TSV Lütjenburg
- USC Münster
- SSC Dodesheide Osnabrück
- TVK Wattenscheid

Absteiger aus der 1. Bundesliga war der VfB Ludwigslust. Aufsteiger aus der Regionalliga waren der TSV Lütjenburg (Nord), der TVK Wattenscheid (West) und der SV Altencelle (Nordwest). Der VCO Berlin hatte wieder ein Sonderspielrecht.

### Tabelle
|                          | Verein           | Spiele | Punkte  | Sätze   |
| ------------------------ | ---------------- | ------ | ------- | ------- |
| 1.                       | DH Osnabrück     | 22     | 42 : 2  | 64 : 10 |
| 2.                       | Münster          | 24     | 40 : 8  | 64 : 17 |
| 3.                       | Ludwigslust (A)  | 22     | 34 : 10 | 55 : 19 |
| 4.                       | Bottrop          | 23     | 32 : 14 | 56 : 29 |
| 5.                       | ETV Hamburg      | 24     | 28: 20  | 52 : 37 |
| 6.                       | Berliner TSC     | 23     | 24 : 22 | 38 : 46 |
| 7.                       | Adler Kiel       | 22     | 22 : 22 | 40 : 42 |
| 8.                       | Essen            | 22     | 20 : 24 | 37 : 48 |
| 9.                       | Altencelle (N)   | 23     | 14 : 32 | 33 : 54 |
| 10.                      | Wattenscheid (N) | 23     | 12 : 34 | 28 : 61 |
| 11.                      | VCO Berlin (S)   | 22     | 10 : 34 | 25 : 53 |
| 12.                      | Lütjenburg (N)   | 23     | 10 : 36 | 21 : 57 |
| 13.                      | Berne Hamburg    | 23     | 8 : 38  | 19 : 59 |
| Stand: Anfang April 1997 |                  |        |         |         |

|     | Aufsteiger in die Bundesliga    |
|     | Absteiger in die Regionalliga   |
| (A) | Absteiger aus der 1. Bundesliga |
| (N) | Aufsteiger aus der Regionalliga |
| (S) | Sonderspielrecht                |

## 2. Bundesliga Süd
Meister und Aufsteiger in die 1. Bundesliga wurde der SV Lohhof. Absteigen mussten der USC Gießen, der SV Schwaig und der Post SV Erfurt. Der SC Mutterstadt und der ASV Dachau II zogen sich zurück.

### Mannschaften
In dieser Saison spielten folgende zwölf Mannschaften in der 2. Bundesliga Süd der Männer:
- TV Biedenkopf
- ASV Dachau II
- Post SV Erfurt
- FT 1844 Freiburg
- USC Gießen
- SV Lohhof
- SC Mutterstadt
- SVC Nordhausen
- SC Ransbach-Baumbach
- TG Rüsselsheim
- FTM Schwabing
- SV Schwaig

Absteiger aus der 1. Bundesliga gab es keine. Aufsteiger aus der Regionalliga waren die FT Freiburg (Süd), der SC Mutterstadt (Südwest), der Post SV Erfurt (Ost) sowie der SV Schwaig und der ASV Dachau II (Südost).

### Tabelle
|                         | Verein            | Spiele | Punkte | Sätze |
| ----------------------- | ----------------- | ------ | ------ | ----- |
| 1.                      | Lohhof            | 21     | 38:4   | 60:16 |
| 2.                      | Biedenkopf        | 21     | 34:8   | 54:30 |
| 3.                      | Rüsselsheim       | 21     | 30:12  | 52:26 |
| 4.                      | Ransbach-Baumbach | 21     | 24:18  | 46:36 |
| 5.                      | Mutterstadt (N)   | 21     | 24:18  | 46:38 |
| 6.                      | Schwabing         | 21     | 22:20  | 43:38 |
| 7.                      | Dachau II (N)     | 21     | 18:24  | 38:44 |
| 8.                      | Freiburg (N)      | 21     | 16:26  | 34:44 |
| 9.                      | Schwaig (N)       | 21     | 14:28  | 27:54 |
| 10.                     | Gießen            | 21     | 10:32  | 30:52 |
| 11.                     | Erfurt (N)        | 21     | 0:42   | 8:63  |
|                         | Nordhausen *      | 11     |        |       |
| Stand: Abschlusstabelle |                   |        |        |       |

- Wegen eines schweren Busunfalls im Februar 1997 mit teilweise schweren Verletzungen der fast kompletten Mannschaft wurden alle Rückrunden-Spiele des SVC Nordhausen annulliert. Die Mannschaft erhielt einen Startplatz in der 2. Bundesliga Süd für 1997/98.[1]

|     | Aufsteiger in die Bundesliga               |
|     | Absteiger in die Regionalliga bzw. Rückzug |
| (N) | Aufsteiger aus der Regionalliga            |